# يوم الحراك المباشر
كان يوم الحراك المباشر (16 أغسطس 1946)، المعروف أيضًا باسم مذابح كلكتا لعام 1946، يومًا من أعمال الشغب الطائفي واسعة النطاق بين المسلمين والهندوس في مدينة كلكتا (المعروفة الآن باسم كُلْكَتَّة) في مقاطعة البنغال في الهند البريطانية. شهد اليوم أيضًا بداية ما يعرف باسم أسبوع السكاكين الطويلة.
كانت الرابطة الإسلامية والكونغرس الوطني الهندي أكبر حزبين سياسيين في الجمعية التأسيسية للهند في أربعينيات القرن العشرين. طالبت الرابطة الإسلامية، منذ قرار لاهور خاصتها في عام 1940، بأن تتعين المناطق ذات الأغلبية المسلمة في الهند في الشمال الغربي والشرق «دولاً مستقلة». اقترحت بعثة مجلس الوزراء لعام 1946 إلى الهند للتخطيط لنقل السلطة من الراج البريطاني إلى القيادة الهندية هيكلًا ثلاثي المستويات: مركز، ومجموعات من المقاطعات، ومقاطعات. كان الهدف من «المجموعات من المقاطعات» هو تلبية طلب الرابطة الإسلامية. قبلت كل من الرابطة الإسلامية والكونغرس الوطني الهندي مبدئيًا خطة البعثة الوزارية. على الرغم من ذلك، اشتبهت الرابطة الإسلامية في أن قبول الكونغرس الوطني كان غير صادق.
نتيجة لذلك، في يوليو 1946، سحبت الرابطة موافقتها على الخطة وأعلنت إضرابًا عامًا (هارتال) في يوم 16 أغسطس، واصفة إياه بأنه يوم الحراك المباشر، لتأكيد مطالبتها بوطن مسلم منفصل.
في ظل خلفية من التوتر الطائفي، أثار الاحتجاج أعمال شغب واسعة النطاق في كلكتا. فقد أكثر من 4000 شخص حياتهم وتشرد 100000 شخص في كالكتا في غضون 72 ساعة. أثار هذا العنف المزيد من أعمال الشغب الدينية في المناطق المحيطة مثل نواكالي، وبهار، والمقاطعات المتحدة (ولاية أتر برديش حديثًا)، والبنجاب، والإقليم الشمالي الغربي الحدودي. زرعت هذه الأحداث بذور تقسيم الهند اللاحق.

## تمهيد
كان التوتر الطائفي مرتفعًا منذ أحداث الشغب في 11-14 فبراير 1946 في كلكتا. أثارت الصحف الهندوسية والمسلمة المشاعر العامة من خلال التقارير التحريضية والمتحيزة للغاية التي زادت من العداء بين الطائفتين.
بعد إعلان جناح في 16 أغسطس يوم الحراك المباشر، بناءً على نصيحة ر. ل. ووكر، كبير الأمناء في البنغال آنذاك، طلب كبير وزراء البنغال التابع للرابطة الإسلامية، حسين شهيد سهروردي، من حاكم البنغال، السير فريدريك بوروز، أن يعلن ذلك اليوم عطلة رسمية في البلاد. وافق الحاكم بوروز. قدم ووكر هذا الاقتراح على أمل أن تقل مخاطر النزاعات إلى أقصى حد ممكن، خاصة تلك المتعلقة بالاعتصام، إذا ظلت المكاتب الحكومية والبيوت التجارية والمحلات مغلقة في جميع أنحاء كلكتا في 16 أغسطس. احتج كونغرس البنغال على الإعلان عن عطلة رسمية، بحجة أن العطلة ستمكن «القوم العاطلين» من تنفيذ هارتالات بنجاح في المناطق التي كانت فيها قيادة الرابطة الإسلامية غير راسخة. اتهم الكونغرس حكومة الرابطة بأنها «انغمست في «سياسة طائفية» من أجل هدف ضيق». اعتقد قادة الكونغرس أنه إذا وجدت عطلة رسمية، فلن يكون أمام مؤيديها خيار سوى إغلاق مكاتبهم ومتاجرهم، وبالتالي سيرغمون ضد رغبتهم على مد يد العون في هارتال الرابطة الإسلامية. في 14 أغسطس، دعا كيرون شانكار روي، زعيم حزب الكونغرس في الجمعية التشريعية البنغالية، أصحاب المتاجر الهندوس إلى عدم الالتزام بالعطلة الرسمية، وإبقاء أعمالهم مفتوحة في تحد للهارتال. بصفة أساسية، كان هنالك عنصر فخر في أن الموقف الاحتكاري الذي كان يتمتع به الكونغرس حتى الآن، في فرض وإنفاذ هارتالات وإضرابات وما إلى ذلك، كان يواجه تحديًا.
نشرت صحيفة ستار أوف إنديا، وهي صحيفة إسلامية محلية ذات نفوذ، وكان محررها راغب أحسن عضو الجمعية التشريعية في الرابطة الإسلامية من كلكتا، برنامجًا مفصلًا لليوم. دعا البرنامج إلى هارتال شامل وإضراب عام في جميع مجالات الحياة المدنية والتجارية والصناعية باستثناء الخدمات الأساسية. أعلن الإشعار أن المسيرات ستبدأ من أجزاء متعددة من كالكتا، وهاورا، وهوغلي، ومتيابروز، و24 بارغاناس، وستتلاقى عند سفح نصب أوكترلوني (المعروف الآن باسم منار الشهيد) حيث ستعقد مظاهرة حاشدة مشتركة يترأسها حسين شهيد سهروردي. أُبلِغَت فروع الرابطة الإسلامية في كل دائرة للحزب بإيفاد ثلاثة عمال في كل مسجد لشرح خطة عمل الرابطة قبل صلاة الجمعة. علاوة على ذلك، أُعِد لصلاة خاصة في كل مسجد بعد صلاة الجمعة من أجل حرية الهند الإسلامية. استمد الإشعار الإلهام الإلهي من القرآن الكريم، مع التشديد على الصدفة المتمثلة في تزامن يوم الحراك المباشر مع شهر رمضان الكريم، مع ادعاء أن الاحتجاجات القادمة كانت رمزًا لصراع النبي محمد مع الوثنية وما تلاها من فتح مكة وإقامة مملكة السماء في شبه الجزيرة العربية.
حُشِد الرأي العام الهندوسي حول شعار أخاند هندوستان (الهند المتحدة). تشرب بعض قادة الكونغرس في البنغال شعورًا قويًا بالهوية الهندوسية، خاصة في ضوء التهديد المتصور من إمكانية تهميشهم وتحولهم لأقلية في مواجهة هجمة الحركة الباكستانية. كان حشد الرأي العام على طول الخطوط الطائفية ناجحًا جزئيًا بسبب حملة دعائية منسقة أدت إلى «إضفاء الشرعية على التضامن الطائفي».

من ناحية أخرى، بعد الاحتجاجات ضد البريطانيين بعد محاكمات الجيش الهندي الوطني، قررت الإدارة البريطانية إعطاء أهمية أكبر للاحتجاجات ضد الحكومة، بدلًا من مكافحة العنف الطائفي وسط السكان الهنود، وذلك كان وفقًا لـ«مخطط إجراءات الطوارئ». برر فريدريك بوروز، حاكم البنغال، إعلان «العطلة الرسمية» في تقريره إلى اللورد وافيل وجعله يبدو منطقيًا - بذل سهروردي جهودًا كبيرة لإقناع المسؤولين البريطانيين المترددين باستدعاء الجيش من معسكر الراحة في سيلده. لسوء الحظ، لم يرسل المسؤولون البريطانيون الجيش حتى الساعة 1.45 صباحًا يوم 17 أغسطس.
كان العديد من صانعي الفوضى أشخاصًا كانوا عاطلين عن العمل بأي حال. إذا كانت المتاجر والأسواق مفتوحة بشكل عام، أعتقد أنه كان سيحدث نهب وقتل أكثر مما كان هنالك، أعطت العطلة للمواطنين المسالمين فرصة البقاء في المنزل

- فريدريك بوروز، تقرير بوروز إلى اللورد وافيل. 

## أعمال الشغب والمذبحة
بدأت المشاكل صباح يوم 16 أغسطس. قبل الساعة العاشرة، أفاد مقر الشرطة في لال بازار بأن هناك إثارة في جميع أنحاء المدينة، وأن المتاجر كانت تُجبر على الإغلاق، وأنه كان هنالك العديد من التقارير عن المشاجرات، وحوادث الطعن، ورمي الحجارة والطوب. قد تركزت هذه الحوادث بشكل رئيسي في الأجزاء الشمالية الوسطى من المدينة مثل راجا بازار، وكيلاباغان، وشارع كوليدج، وطريق هاريسون، وكولوتولا، وبورا بازار. في هذه المناطق، كان الهندوس هم الأغلبية، وكانوا أيضًا في وضع اقتصادي متفوق وقوي. اتسمت المشكلة بالطابع الطائفي الذي كان من شأنها أن تظل محتفظة به. بدأت مسيرة الرابطة عند نصب أوكترلوني وقت الظهيرة تحديدًا. كان التجمع يعتبر «أكبر تجمع إسلامي في البنغال» في ذلك الوقت.
بدأ الاجتماع في نحو الساعة الثانية بعد الظهر على الرغم من أن مسيرات المسلمين من جميع أنحاء كلكتا كانت قد بدأت في التجمع منذ صلاة الظهر. أفيد بأن عددًا كبيرًا من المشاركين كانوا مسلحين بقضبان حديدية وعصي خيزران. قدر عدد الحاضرين من قبل مراسل ضابط مخابرات مركزي (هندوسي) بـ 30000، ومن قبل مفتش فرع خاص لشرطة كلكتا (مسلم) بـ500000. الرقم الأخير مرتفع بشكل يجعله مستحيلًا، وقدر مراسل ستار أوف إنديا (المسلم) العدد بنحو 100000. كان المتحدثون الرئيسيون هم خواجة ناظم الدين وكبير الوزراء سهروردي. دعى ناظم الدين في خطابه إلى الهدوء وضبط النفس، لكنه بلا شك أفسد التأثير بعد أن أكد أنه حتى الساعة 11 من صباح ذلك اليوم كان جميع الجرحى مسلمين، وأن المجتمع المسلم يرد دفاعًا عن النفس فقط.
أرسل الفرع الخاص لشرطة كالكوتا مراسلًا اختزاليًا أرديًا واحدًا فقط إلى الاجتماع، مما أسفر عن عدم توفر نسخة من خطاب كبير الوزراء. لكن ضابط المخابرات المركزية ومراسل فُوِّضَ من قبل السلطات العسكرية، الذي كان مراسلًا اعتقد فريدريك بوروز أنه موثوق به، اتفقوا على بيان واحد (لم يُبلَغ عنه على الإطلاق من قبل شرطة كالكتا). كانت النسخة في تقرير الأول - «لقد تولى [كبير الوزراء] أمر الشرطة والترتيبات العسكرية الذين لن يتدخلوا». كانت نسخة الأخير - «لقد كان قادرًا على تقييد الجيش والشرطة». على الرغم من ذلك، لم تتلق الشرطة أي أمر محدد لـ«التراجع». لذا، أيًا كان الذي قصد سهروردي أن ينقله من خلال هذا، فإن الانطباع عن مثل هذا البيان على جمهور غير متعلم إلى حد كبير يفسره البعض على أنه دعوة مفتوحة للفوضى. في الواقع، أفيد أن العديد من المستمعين قد بدأوا في مهاجمة الهندوس ونهب المتاجر الهندوسية بمجرد مغادرة الاجتماع. في وقت لاحق، وردت تقارير عن شاحنات أتت على طريق هاريسون في كالكتا تحمل رجالًا مسلمين مسلحين بطوب وقناني كأسلحة ويهاجمون متاجر مملوكة للهندوس.
فرض حظر للتجول الساعة السادسة مساءً في أجزاء من المدينة حيث كانت هناك أعمال شغب. في الساعة الثامنة مساءً، انتشرت القوات لتأمين الطرق الرئيسية وتسيير دوريات في تلك الطرق الرئيسية، وبالتالي تحرير الشرطة للعمل في المناطق العشوائية.
في 17 أغسطس، قاد سيد عبد الله فاروقي، رئيس اتحاد عمال غاردن ريتش للنسيج، إلى جانب إليان ميستري، وهو مشاغب مسلم، غوغاء مسلمين إلى مجمع مصانع كيسورام لمصانع غزل القطن في منطقة ليتشوباغان في ميتيبروز. كان العمال، الذين كان من بينهم عدد كبير من أناس الأوديا، يقيمون في مجمع المصانع نفسه. في 25 أغسطس، تقدم أربعة ناجين بشكوى في مركز شرطة ميتيبروز ضد فاروقي. زار بيسواناث داس، وزير في حكومة ولاية أوريسا، ليتشوباغان للتحقيق في مقتل عمال الأوريا في مجمع كيسورام لمصانع غزل القطن. قدرت بعض المصادر عدد القتلى بنحو 7000-10000 شخص. زعم بعض أصحاب البلاغ أن معظم الضحايا كانوا من المسلمين. على الرغم من ذلك، يدعي العديد من أصحاب البلاغ أن الهندوس كانوا الضحايا الأساسيين.
وقعت أسوأ عمليات القتل خلال يوم 17 أغسطس. بحلول وقت متأخر من بعد الظهر، سيطر الجنود على أسوأ المناطق، وكان الجيش قد تمكن من توسيع قبضته بين ليلة وضحاها. لكن في الأحياء الفقيرة ومناطق أخرى خارجة عن السيطرة العسكرية، تصاعد انعدام القانون. في صباح 18 أغسطس، «كانت الحافلات وسيارات الأجرة تهرول محملة بالسيخ والهندوس المسلحين بالسيوف وقضبان الحديد والأسلحة النارية».
استمرت المناوشات بين المجتمعات لمدة أسبوع تقريبًا. أخيرًا، في 21 أغسطس، وُضعت البنغال تحت حكم النيابة الملكية. انتشرت 5 كتائب من القوات البريطانية، تدعمها 4 كتائب من الهنود والجوركا، في المدينة. زعم اللورد وافيل أنه كان يجب استدعاء المزيد من القوات البريطانية في وقت سابق، ولم يكن هنالك ما يشير إلى عدم توافر المزيد من القوات البريطانية. تناقصت أعمال الشغب في 22 أغسطس.